# Аліпор
Аліпор (бенг. আলিপুর, англ. Alipore) — місто в індійському штаті Західний Бенгал, розташоване на березі рукаву Хуґлі, адміністративний центр округу Саут-24-Парґанас і приміський район міста Колката.

## Відомі особистості
В поселенні народився:
- Свамі Рамдев (* 1965) — індійський гуру йоги.

| Індія | Це незавершена стаття з географії Індії. Ви можете допомогти проєкту, виправивши або дописавши її. |